# Antonin Proust
Antonin Proust (Niort, 1832. március 15. – Párizs, 1905. március 22.) francia politikus és író.

## Élete
Korán hírlapíró lett, beutazta Görögországot és 1864-ben La semaine universelle címen Brüsszelben lapot alapított. 1869-ben hevesen küzdött az Ollivier-kabinet és a plebiszcitum ellen, melynek az új alkotmányt kellett volna szentesítenie. 1870-ben mint a Temps levelezője követte a rajnai hadsereget, és szeptember 2-a után Gambetta titkárja, 1871-ben pedig a République française munkatársa lett. Több ízben volt a képviselőház tagja, ahol az egyesült balpárthoz csatlakozott, a Gambetta-kabinetben pedig (1881 november-1882 január) a szépművészeti miniszteri volt. Belekeveredett a Panama-botrányba is, de az esküdtszék 1893. március 21-én fölmentette.

## Művei
- Les beaux-arts en Angleterre (La Rochelle, 1862)
- Chants populaires de la Grèce moderne (Niort, 1866)
- Les beaux-arts en province (uo. 1867)
- Archives de l'Ouest (uo. 1867-69)
- La justice révolutionnaire a Niort (2. kiad., 1874)
- La démocratie en Allemagne (1872)
- Le prince de Bismarck, sa correspondance (1876)